# Persone di nome Miriam
| Questa pagina contiene informazioni ricavate automaticamente dalle voci biografiche con l'ausilio del template Bio e di un bot. L'aggiornamento è periodico e automatico e ricostruisce completamente la pagina. Se manca una persona in questa lista, sei pregato di non aggiungerla, ma accertati piuttosto che la sua voce biografica contenga il template Bio e che i dati anagrafici siano correttamente compilati. Se il template Bio manca, inseriscilo tu stesso o, in alternativa, metti l'avviso {{tmp\|Bio}} che ne segnala la mancanza. Se i dati riportati sono sbagliati, correggi direttamente la voce biografica; le modifiche saranno visibili in questa lista entro pochi giorni. Per chiarimenti vedi il progetto antroponimi. La lista contiene solo le 81 persone che sono citate nell'enciclopedia e per le quali è stato implementato correttamente il template Bio. Pagina aggiornata al 6 ago 2025. |

Questa è una lista di persone presenti nell'enciclopedia che hanno il nome Miriam, suddivise per attività principale.

## Alpiniste(1)
- Miriam O'Brien Underhill, alpinista, ambientalista e attivista statunitense (Forest Glen, n. 1898 - Lancaster, † 1976)

## Artiste(1)
- Miriam Cahn, artista e pittrice svizzera (Basilea, n. 1949)

## Attiviste(1)
- Miriam Rodríguez Martínez, attivista messicana (San Fernando, n. 1960 - San Fernando, † 2017)

## Attrici(21)
- Miriam Acevedo, attrice cubana (Güines, n. 1928 - Roma, † 2013)
- Miriam Díaz Aroca, attrice e conduttrice televisiva spagnola (Madrid, n. 1962)
- Miriam Battista, attrice statunitense (New York, n. 1912 - New York, † 1980)
- Miriam Candurro, attrice italiana (Napoli, n. 1980)
- Miriam Cooper, attrice statunitense (Baltimora, n. 1891 - Charlottesville, † 1976)
- Miriam Dalmazio, attrice italiana (Palermo, n. 1987)
- Miriam Giovanelli, attrice e modella italiana (Roma, n. 1989)
- Miriam Karlin, attrice britannica (Londra, n. 1925 - Londra, † 2011)
- Miriam Lahnstein, attrice tedesca (Düsseldorf, n. 1974)
- Veronica Lario, attrice italiana (Bologna, n. 1956)
- Miriam Leone, attrice, conduttrice televisiva e ex modella italiana (Catania, n. 1985)
- Miriam Margolyes, attrice britannica (Oxford, n. 1941)
- Miriam McDonald, attrice e ballerina canadese (Oakville, n. 1987)
- Miriam Mesturino, attrice e regista teatrale italiana (Torino, n. 1970)
- Miriam Nesbitt, attrice statunitense (Chicago, n. 1873 - Hollywood, † 1954)
- Miriam Pires, attrice brasiliana (Rio de Janeiro, n. 1927 - Rio de Janeiro, † 2004)
- Miriam Seegar, attrice statunitense (Greentown, n. 1907 - Pasadena, † 2011)
- Miriam Shor, attrice statunitense (Minneapolis, n. 1971)
- Miriam Silverman, attrice statunitense (New York, n. 1977)
- Bettina Spier, attrice e doppiatrice tedesca (Berlino, n. 1960 - † 2008)
- Miriam Stein, attrice austriaca (Vienna, n. 1988)

## Biatlete(1)
- Miriam Gössner, ex biatleta e fondista tedesca (Garmisch-Partenkirchen, n. 1990)

## Calciatrici(4)
- Miriam Bonaventura, calciatrice italiana (n. 1989)
- Miriam Longo, calciatrice italiana (Milano, n. 2000)
- Miriam Mayorga, calciatrice argentina (San Carlos de Bariloche, n. 1989)
- Miriam Picchi, calciatrice italiana (Alatri, n. 1997)

## Cantanti(10)
- Miriam Christine, cantante maltese (Santo Antônio do Descoberto, n. 1978)
- Miriam Del Mare, cantante italiana (Reggio nell'Emilia, n. 1939)
- Randi Hansen, cantante norvegese (Tromsø, n. 1958)
- Myriam Hernández, cantante cilena (Ñuñoa, n. 1967)
- Lola Índigo, cantante spagnola (Madrid, n. 1992)
- Miriam Makeba, cantante sudafricana (Johannesburg, n. 1932 - Castel Volturno, † 2008)
- Miriam Meghnagi, cantante, etnomusicologa e traduttrice italiana (Tripoli)
- Miriam Rodríguez, cantante spagnola (Pontedeume, n. 1996)
- Miriam Stockley, cantante e compositrice britannica (Johannesburg, n. 1962)
- Miriam Yeung, cantante e attrice cinese (Hong Kong, n. 1974)

## Cantautrici(2)
- Gilda, cantautrice argentina (Buenos Aires, n. 1961 - Villa Paranacito, † 1996)
- Miriam Bryant, cantautrice svedese (Göteborg, n. 1991)

## Cestiste(2)
- Miriam Owiti, ex cestista keniota (Nairobi, n. 1972)
- Miriam Uro-Nilje, cestista ucraina (Kiev, n. 1994)

## Editrici(1)
- Miriam Adelson, editrice e medico israeliana (Tel Aviv, n. 1945)

## Giornaliste(2)
- Miriam Mafai, giornalista, scrittrice e politica italiana (Firenze, n. 1926 - Roma, † 2012)
- Miriam Ottenberg, giornalista statunitense (Washington, n. 1914 - † 1982)

## Greciste(1)
- Miriam Leonard, grecista britannica (Londra, n. 1977)

## Insegnanti(1)
- Miriam Benjamin, docente e inventrice statunitense (Charleston, n. 1861 - Boston, † 1947)

## Judoka(1)
- Miriam Blasco, ex judoka spagnola (Valladolid, n. 1963)

## Linguiste(1)
- Miriam Shlesinger, linguista e traduttrice statunitense (Miami Beach, n. 1947 - Tel Aviv, † 2012)

## Mezzosoprani(1)
- Miriam Pirazzini, mezzosoprano italiano (Castelfranco Veneto, n. 1918 - Roma, † 2016)

## Militari(1)
- Miri Regev, ex militare e politica israeliana (Kiryat Gat, n. 1965)

## Modelle(3)
- Miriam Odemba, modella tanzaniana (Arusha, n. 1983)
- Miriam Quiambao, modella, conduttrice televisiva e attrice filippina (Manila, n. 1975)
- Miriam Stevenson, modella statunitense (Winnsboro, n. 1933)

## Nuotatrici(1)
- Miriam Corsini, nuotatrice italiana (Milano, n. 1989)

## Pistard(2)
- Miriam Vece, pistard italiana (Crema, n. 1997)
- Miriam Welte, pistard tedesca (Kaiserslautern, n. 1986)

## Pittrici(1)
- Miriam Repič-Lekić, pittrice e scultrice jugoslava (Vitomarci, n. 1925 - Belgrado, † 2015)

## Politiche(4)
- Miriam Cominelli, politica italiana (Brescia, n. 1981)
- Miriam Defensor-Santiago, politica, avvocata e giudice filippina (Iloilo, n. 1945 - Taguig, † 2016)
- Miriam A. Ferguson, politica statunitense (Contea di Bell, n. 1875 - Austin, † 1961)
- Míriam Nogueras, politica e imprenditrice spagnola (Dosrius, n. 1980)

## Psicologhe(1)
- Miriam Polster, psicologa statunitense (Cleveland, n. 1924 - † 2001)

## Registe(1)
- Mimi Leder, regista e produttrice televisiva statunitense (New York, n. 1952)

## Religiose(1)
- Miriam Teresa Demjanovich, religiosa statunitense (Bayonne, n. 1901 - Convent Station, † 1927)

## Sciatrici alpine(2)
- Miriam Gmür, ex sciatrice alpina svizzera (n. 1986)
- Miriam Vogt, ex sciatrice alpina tedesca (Starnberg, n. 1967)

## Sciatrici nautiche(1)
- Miriam Grignani, sciatrice nautica italiana (n. 1966)

## Scrittrici(4)
- Miriam Dubini, scrittrice, drammaturga e attrice teatrale italiana (Milano, n. 1977 - † 2018)
- Starhawk, scrittrice e attivista statunitense (Saint Paul, n. 1951)
- Miriam Tlali, scrittrice sudafricana (Johannesburg, n. 1933 - † 2017)
- Miriam Toews, scrittrice canadese (Steinbach, n. 1964)

## Soprani(1)
- Miriam Albano, soprano italiano (Venezia, n. 1991)

## Storiche(1)
- Miriam Gebhardt, storica e scrittrice tedesca (Friburgo in Brisgovia, n. 1962)

## Supercentenarie(1)
- Miriam Bannister, supercentenaria britannica (Sidmouth, n. 1817 - Saint Louis, † 1928)

## Tenniste(4)
- Miriam Bulgaru, tennista romena (Alba Iulia, n. 1998)
- Miriam Oremans, ex tennista olandese (Berlicum, n. 1972)
- Miriam Schnitzer, ex tennista tedesca (Friburgo in Brisgovia, n. 1977)
- Miriam Škoch, tennista ceca (Most, n. 1997)

## Violiniste(1)
- Miriam Fried, violinista e docente israeliana (Satu Mare, n. 1946)